# Šennong
Šennong (kitajsko 神農), v prostem prevodu "Božanski kmet" ali "Božanski svobodnjak", rojen kot Džjang Šinjan (姜石年), je bil mitološki kitajski vladar in po izročilu prvi cesar Jan. V kitajskem ljudskem verovanju je postal božanstvo, ki se na Kitajskem časti kot kulturni junak. 
Šennong  se je včasih štel med tri vladarje, znane tudi kot "trije kralji" ali "trije pokrovitelji", ki so spadali v skupino "treh vladarjev in petih cesarjev". Izročilo pravi, da je Šennong starodavne Kitajce naučil ne le kmečkih opravil, temveč tudi uporabe zelišč. Šennongu so pripisovali  različne izume, med drugim motiko, plug, sekiro, kopanje vodnjakov, namakanje, shranjevanje semen z uporabo kuhanega konjskega urina, trgovanje, vino, denar, tedensko kmečko tržnico in kitajski koledar in izboljšavo terapevtskega razumevanja merjenja srčnega utripa, akupunkture in moksibustije. Uvedel naj bi obred zahvale za žetev (蜡祭, džadži), žrtveni obred, kasneje znan kot ladži (腊祭).

## Mitologija
V kitajski mitologiji je Šennong ljudi naučil uporabe pluga, vidikov osnovnega kmetijstva in uporabe zdravilnih rastlin. Šennong je bil bog gorečega vetra, na kar je morda vplival spomin na požigalništvo. Včasih so tudi rekli, da je prednik mitološkega Či Ouja ali eden od njegovih ministrov. Kot takega so ga upodabljali z volovsko glavo, ostrimi rogovi, bronastim čelom in železno lobanjo).
Shennong naj bi bil tudi oče Rumenega cesarja (Huang, 黃帝), ki je prenašal skrivnosti medicine, nesmrtnosti in pridobivanja zlata. Po komentarju zgodovinarja Sima Džena iz 8. stoletja n. št. k Šidžiju (Zapisi velikega zgodovinarja), napisanem v 2. stoletju pr. n. št., je bil Šennong sorodnik Rumenega cesarja in  prednik ali patriarh starodavnih prednikov Kitajcev. 
Po dinastiji Džov so nekateri starodavni kitajski zgodovinarji in verski praktiki menili, da je Šennong božanska oblika "mitskega modrega kralja" Hov Džija, ustanovitelja Džova.
Kot alternativo temu pogledu so v obdobju stotih šol mišljenja Šennonga obravnavali kot kulturnega junaka in ne boga, vendar moža z nadnaravnim prebavnim sistemom, ki je pojedel po en primerek vsake rastline, ki je obstajala v tistem času, da bi ugotovili, katere so užitne za ljudi. V 3. stoletju pr. n. št., v času politične krize in ekspanzionizma ter vojn med kitajskimi kraljestvi, je Šennong v novih mitih dobil status idealnega prazgodovinskega vladarja, ki je cenil delavce in kmete ter "vladal brez ministrov, zakonov in kazni". 

## Književnost
Sima Čjan je omenil, da so bili vladarji neposredno pred Rumenim cesarjem iz Šennongove hiše ali družbene skupine. Sima Džen, ki je dodal predgovor k Zapisom velikega zgodovinarja,  je omenil, da je bil njegov priimek Džjang in dodal seznam njegovih  naslednikov. Starejša in bolj znana omemba je v zbirki esejev Huajnandzi, ki pripoveduje, kako so bili pred Šennongom ljudje bolni, revni, lačni in bolni, nato pa jih je naučil poljedelstva, ki ga je sam raziskoval, in v enem samem dnevu  pojedel na stotine rastlin, med njimi celo sedemdeset strupenih. Šennong se pojavlja tudi v knjigi I Čing, v kateri  je omenjeno, da je prišel na oblast po koncu dinastije (ali vladavine) Paoši (Fu Ši), izumil plug iz upognjenega lesa, grablje za razrezanega lesa, učil teh veščin druge in vzpostavil opoldansko tržnico. Druga omemba je v Liši Čunčiju, ki omenja nekaj nasilja v zvezi z vzponom hiše Šennong in da je njihova oblast trajala sedemnajst generacij.
Šennong ben cao džing je knjiga o poljedelstvu in zdravilnih rastlinah, ki jo pripisujejo Šennongu. Raziskave kažejo, da gre za zbirko ustnih izročil, napisano približno med letoma 200 in 250 n. št.

## Zgodovinskost
Zanesljive podatke o zgodovini Kitajske pred 13. stoletjem pr. n. št. je mogoče dobiti samo iz arheoloških najdb, ker prvi kitajski pisni sistem na trajnem mediju, orakeljskih kosteh, do takrat ni obstajal. Pomanjkanje pisnih virov je tudi vzrok, da obstoj dinastije Šja, ki naj bi bila Šennongova naslednica, še ni dokazan, kljub prizadevanjem kitajskih arheologov, da bi to dinastijo povezali z arheološkim najdiščem Erlitov iz bronaste dobe.
Šennong kot posameznik in njegov klan sta zelo pomembna v kitajski kulturni zgodovini, zlasti v zvezi z mitologijo in ljudsko kulturo.  

## Ljudska verovanja
V nekaterih različicah mitov o Šennongu naj bi na koncu umrl zaradi svojih raziskav lastnosti rastlin z eksperimentiranjem na lastnem telesu. V enem od svojih poskusov je pojedel rumeni cvet plevela, po katerem mu je počilo črevesje, še preden je uspel pogoltniti svoj protistrupni čaj. Potem ko je s tem dal svoje življenje za človeštvo, je  prejel posebno čast, da so ga častili kot kralja medicine (藥王, jaovang).  Žrtvovanje krav ali volov Šennongu v njegovih različnih manifestacijah ni bilo nikoli povsem sprejemljivo. Bolj sprejemljivi so bili  prašiči in ovce. Častili so ga tudi z ogjemeti in kadilom, zlasti na njegov rojstni dan, po ljudskem izročilu 26. aprila po lunarnem koledarju.
Šennong je pod različnimi imeni zavetnik kmetov, trgovcev z rižem in izvajalcev tradicionalne kitajske medicine. Njegovemu spominu je posvečenih veliko templjev in drugih krajev.
- Hasegava Nobukata (Japonska, zgodnje 17. stoletje): Šennong preskuša liste čajevca
- Šennongding (神農頂, Šennongov vrh) je povezan z zgodbo, da je imel lestev, po kateri se je vzpenjal na goro, ki jo je kasneje pretvoril v gozd
- Šennong na sebi preskuša rastline
- Most na reki Šennongši blizu njenega izliva v Jangce
- Šennongov tempelj v Tajnanu, Tajvan, kjer ga častijo pod različnimi imeni: kralj Jan, bog petih žitnih zrn, veliki cesar, oče kmetovanja, veliki cesar medicine bog zemlje in bog polj[19]
- Šennong, na Japonskem Šinno, preskuša rastline, da bi ugotovil njihove lastnosti; japonska slika iz 19. stoletja
- Šennong na sliki iz obdobja dinastije Tang (618-907)